# Hypotrachyna dahlii
Hypotrachyna dahlii är en lavart som beskrevs av Kurok. & Moon. Hypotrachyna dahlii ingår i släktet Hypotrachyna och familjen Parmeliaceae.   Inga underarter finns listade i Catalogue of Life.